# Clarence Clark

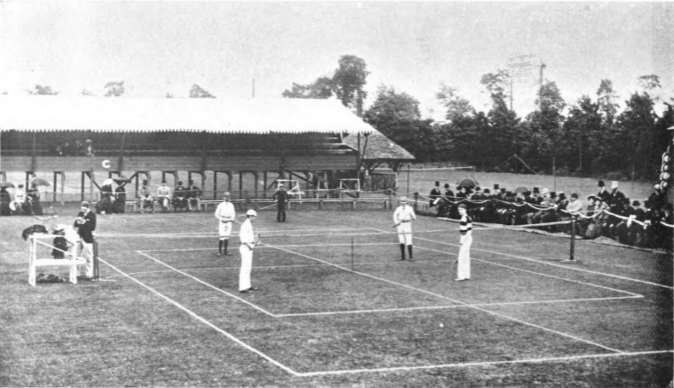
På andra sidan nätet: Joseph och Clarence Clark. På denna sidan nätet: William och Ernest Renshaw.

Clarence Munroe Clark, född 27 augusti 1859 i Germantown i Pennsylvania, död 29 juni 1937, var en amerikansk tennisspelare.

## Tenniskarriären
Clarence Clark vann tillsammans med Fred Taylor den allra första dubbelturneringen i amerikanska mästerskapen som spelades 1881 på gräsbanorna vid Newport Casino, Newport, Rhode Island. I finalen besegrade de båda spelarparet Alexander van Rensselaer/Arthur Newbold (6-5, 6-4, 6-5). Tidigare i turneringen hade Clark/Taylor slagit ut favoriterna Richard Sears och James Dwight. 
Säsongen därpå, 1882, nådde Clark finalen (Challenge Round) i singelklassen i mästerskapet. Han förlorade den mot titelförsvararen Sears som vann med 6-1, 6-4, 6-0. 
Clarence och hans bror Joseph Clark reste tillsammans över till England 1883, där de spelade dubbelmatcher, dock med föga framgång, bland annat mot de brittiska elitspelarna William Renshaw och Ernest Renshaw.

## Spelaren och personen
Clarence Clark blev 1881 den förste sekreteraren i det nybildade Amerikanska tennisförbundet (USLTA). 
Clarence Clark upptogs 1983 i International Tennis Hall of Fame. Även Clarence bror, Joseph Clark var en skicklig tennisspelare som redan 1955 upptogs i International Tennis Hall of Fame.

## Grand Slam-titlar
- Amerikanska mästerskapen
  - Dubbel - 1881